# 颍南站
颍南站位于安徽省阜阳市颍州区十二里庙乡，是京九铁路的一座火车站，等级为四等站，距北京西站863公里，距常平站1452公里，本站及相邻上下行区间均为电气化区段。车站建于1996年，只办理货运，不办理客运业务。